# ビリャナ・プラヴシッチ
ビリャナ・プラヴシッチ（セルビア語:Биљана Плавшић / Biljana Plavšić、1930年 7月7日 - 、ユーゴスラビア王国 トゥズラ出身）は、ボスニア・ヘルツェゴビナのセルビア人政治家であり、大学の生物学教授。旧ユーゴスラビア国際戦犯法廷（ICTY）によって戦争犯罪の罪で訴追され、2003年6月26日よりスウェーデンの刑務所で6年半ほど服役した。プラヴシッチは1996年から1998年まで、スルプスカ共和国の2代目の大統領を務めた。プラヴシッチは政治家としての活動を始める前は、生物学を教えていた。
旧ユーゴスラビア国際戦犯法廷（ICTY）は2001年、ボスニア・ヘルツェゴビナ紛争の間に起こった戦争犯罪でプラヴシッチを起訴した。プラヴシッチはICTYとの司法取引に応じた。
ボスニア・ヘルツェゴビナの高位のセルビア人政治家として懲役を言い渡されたことの他も、彼女はボスニア・ヘルツェゴビナ紛争中での過激な民族主義的言動で知られており、セルビア民主党に反発し、後に人道犯罪への後悔から、高位の政治家としての戦争犯罪の指導者責任を認めた。紛争中の1992年、プラヴシッチは殺害されたボシュニャク人市民の遺体の上を歩き、ジェリコ・ラジュナトヴィッチ（アルカン）にキスをする姿が撮影されている。

## 政治家として
プラヴシッチはセルビア民主党（SDS）の一員であった。彼女はボスニア・ヘルツェゴビナの大統領評議会で初の女性メンバーとなり、ボスニア・ヘルツェゴビナで初の複数政党制による選挙が行われた1990年11月18日から1992年4月まで務めた。
1992年2月28日から1992年5月12日まで、プラヴシッチはボスニア・ヘルツェゴビナ・セルビア人共和国（スルプスカ共和国）の2人の暫定大統領の一人となった。その後、彼女はスルプスカ共和国の二人の副大統領の一人となった。1992年11月30日ごろから、彼女はスルプスカ共和国軍の最高司令官となった。
プラヴシッチは紛争中の過激な言動で知られており、1992年4月にはビイェリナ（Bijeljina）にアルカンことジェリコ・ラジュナトヴィッチとともに現れた。セルビアの大統領スロボダン・ミロシェヴィッチがヴァンス・オーウェン和平案に賛成したことに反発して、プラヴシッチはミロシェヴィッチとの握手を拒否し、ミロシェヴィッチをセルビアの売国奴と呼んで非難した。セルビアの極右政治家であるヴォイスラヴ・シェシェリ（Vojislav Seselj）は証言のなかで、「彼女は過激だ、非常に過激だ」と述べた。プラヴシッチはその激しい過激主義のため、「セルビア人の女帝」とも呼ばれる。
1995年にデイトン合意が締結されると、ラドヴァン・カラジッチはスルプスカ共和国の大統領の座から追放され、プラヴシッチがその後継としてセルビア民主党のスルプスカ共和国大統領候補となった。
ヴォイスラヴ・シェシェリ（Vojislav Seselj）は、ミロシェヴィッチの裁判の中で、カラジッチがプラヴシッチを後継に指名した動機について次のように説明している:

紛争中、彼女は非常に過激な立場にあり、私にとってさえ我慢のできない過激主義者であって、セルビア民族主義者を自認する私をも困らせた。彼女はアルカンと彼のセルビア義勇親衛隊（Serb Volunteer Guard）をビイェリナに呼び寄せ、アルカンの義勇親衛隊がビイェリナとその周辺での活動を終えた後もアルカンを訪問し続けた…。ラドヴァン・カラジッチ…は、彼女が全てにおいて自分自身よりも過激であると信じていた。西側諸国の指導者たちが何としてでも彼を消し去ろうとしていることが、彼女により大きな問題をもたらすことになると彼は考えていた…。ラドヴァン・カラジッチは、彼女が最後までその過激な愛国主義の立場を貫き通すと信じた。しかしながら、彼女が大統領に選ばれてから数ヵ月後、ビリャナ・プラヴシッチは西側諸国の指導者たちの影響下で政治志向を180度転換し、その政治方針を変えた
和平合意が結ばれてから、スルプスカ共和国の孤立が深まっていったため、プラヴシッチは彼女のセルビア民主党時代とは断絶し、あらたにセルビア民主同盟（Srpski narodni savez）を結成し、スルプスカ共和国議会にわずか2議席を持っていた独立社会民主同盟（SNSD）の議員ミロラド・ドディクを首相候補とした。
これがスルプスカ共和国の政治変革の始まりとなり、また国際社会への協力の始まりとなった。プラヴシッチは1998年の大統領選挙で、セルビア民主党とセルビア急進党の統一候補に敗れた。プラヴシッチは政党連合スロガ（Sloga）の候補であった。プラヴシッチの政治経歴は低迷を続けたが、旧ユーゴスラビア国際戦犯法廷に訴追されて完全に終わりを迎えた。
プラヴシッチは刑務所に服役している間に「証言」（Svjedočenja）と題された本を出版した。この本は、紛争下にあったスルプスカ共和国での政治家としての日々についてさまざまな角度から明らかにし、特に当時スルプスカ共和国大統領であったICTYのもう一人の被告ラドヴァン・カラジッチに暗い影を落とした。

## ICTYの訴追と判決
プラヴシッチは旧ユーゴスラビア国際戦犯法廷によって、モムチロ・クライシュニク（Momčilo Krajišnik）、ラドヴァン・カラジッチとともに、「生存不可能な状況を作り出したこと、迫害と恐怖の戦略によって非セルビア人が地域を去ることを余儀なくしたこと、それでも去らない住民を強制移送あるいは絶滅させたこと」で訴追されている。
ビリャナ・プラヴシッチに対する起訴事実は次の通り:
- 2件のジェノサイド（法廷規則4条 - ジェノサイド、およびジェノサイド企図）
- 5件の人道に対する罪（5条 - 絶滅、殺人、政治的・民族的・宗教的迫害、強制移送、非人道行為）
- 1件の戦時法違反（3条 - 殺人）

プラヴシッチは2001年1月10日にICTYに自首し、9月6日に仮釈放された。
2002年12月16日、プラヴシッチはICTYと司法取引を行い、1件の人道に対する罪を認め、戦争の指導と市民に対する攻撃を指導したことについて「深い反省」を表明することと引き換えに、検察側は2つのジェノサイドを含むその他6件の起訴を取り下げた。
プラヴシッチの声明は、セルビア語で読まれ、罪状を認める自白を繰り返した。その中で、彼女はボシュニャク人やクロアチア人に対する蛮行を認めることを拒み、セルビア人は生存のために戦っているとする主張を疑うことなく信じたと話した。
プラヴシッチは2005年、バニャ・ルカのテレビ局「Алтернативна телевизија / Alternativna televizija」に対して、それは嘘であったと話した。自分に有利になる証言をすることができなかったためとしている。
プラヴシッチは懲役11年を言い渡された。彼女は2003年6月26日よりスウェーデンのオレブロ県Fröviにある女子刑務所「Hinseberg」で服役している。刑務所内での行いが良好だったため刑期が短縮され、2009年10月27日に釈放された。